# Respirationsmessung
Eine Respirationmessung untersucht die Atmung eines einzelnen Lebewesens oder einer Gruppe von Lebewesen. Die Respirationsmessung findet bei der energetischen Bewertung von Futtermitteln und Rationen sowie bei der Ermittlung des Energiebedarfs landwirtschaftlicher Nutztiere für die unterschiedlichen Leistungen Anwendung. Beim Menschen können mit der Respirationsmessung Stoffwechseluntersuchungen z. B. zur Erforschung von Störungen wie Adipositas oder bei sportlichen Betätigungen durchgeführt werden.

## Geschichte
Der Energieansatz im Tierkörper kann direkt durch Kontrollschlachtung bestimmt werden, indem Energiegehalt und Stoffzusammensetzung einer Tiergruppe zu Beginn (Kontrollgruppe) und am Ende der Wachstumsphase (Versuchsgruppe) ermittelt werden, sofern sich die Tierversuche auf den Energiebedarf für das Wachstum beschränken. Dabei werden die Daten der Nullgruppe auf die Versuchsgruppe zu Beginn der Wachstumsperiode übertragen. Für die indirekte Messung des Energieumsatzes von Mensch und Tier sind Einrichtungen zur Bestimmung der Wärme erforderlich. Diese wurden vorwiegend in der Humanmedizin und Tierernährungsforschung entwickelt. In der Humanmedizin sind um 1860/1861 berechnete Stoffwechselbilanzen von Max von Pettenkofer in Zusammenarbeit mit Carl von Voit beschrieben worden. In der Tierernährungsforschung haben Gustav Kühn, Oskar Kellner und Gustav Fingerling in der Landwirtschaftlichen Versuchsstation in Möckern bei Leipzig in der Zeit von 1880 bis 1940 Gesamtstoffwechselversuche mit verschiedenen landwirtschaftlichen Nutztierarten durchgeführt.

## Messsysteme
Bei der direkten Kalorimetrie, wie sie z. B. von Armsby und Rubner zur Anwendung kam, wird die Wärmeproduktion direkt gemessen, indem das Versuchstier in ein Kalorimeter gebracht wird. Die Tierversuchskammer ist vollständig von einem Wassermantel umhüllt, aus dessen Temperaturänderung auf die Wärmeabgabe des Tieres geschlossen werden kann. Die indirekte Kalorimetrie (Respirationskalorimetrie), wie sie z. B. von Pettenkofer, Kühn und Kellner zur Anwendung kam, ermittelt die Wärmeproduktion indirekt, d. h. mittels der Gaswechseldaten des Versuchstieres berechnet. Der Gaswechsel kann nach zwei Prinzipien gemessen werden. Beim geschlossenen Prinzip der Gaswechselmessung (Regnault und Reiset) erfolgt eine Aufbereitung der Abluft aus der Respirationskammer und danach die Rückführung in diese. Beim offenen Prinzip der Gaswechselmessung (von Pettenkofer und Voit) wird Frischluft in die Respirationskammer eingeleitet, die Abluft gemessen und analysiert und danach in die Atmosphäre geleitet. Von der Abluft, der eigentlichen Versuchsluft wird beim pettenkoferschen Prinzip, nach exakter Erfassung des Volumens, die Analyse in aliquoten Teilproben vorgenommen. Eine Modifikation des pettenkoferschen Prinzips geht auf Haldane zurück. Nach Haldane wird aus der gesamten durchgesetzten Gasmenge das Kohlendioxid und das Oxidationswasser durch geeignete Reagenzien absorbiert und gravimetrisch erfasst.

## Aufbau der Respirationsanlagen für Großtiere

Abb. 1: Schema einer Respirationsanlage für Großtiere nach dem Pettenkofer-Prinzip

Im Oskar-Kellner-Institut in Rostock wurden von 1955 bis 1957 zehn Respirationsanlagen für Großtiere (Rinder, Schweine, Schafe) nach dem offenen Prinzip erbaut, jeweils vier für Rinder und Schweine und zwei für Schafe. Eine Anlage kann in drei Hauptbestandteile unterteilt werden (Abb. 1). Das Tier befindet sich in der klimatisierten Respirationskammer 1). Mit Hilfe der Respirationspumpe 2) wird Frischluft durch den Frischluftkanal 1a) in die Kammer eingesaugt und über den Versuchsluftkanal 1b) nach Passieren von Gasmischer 2a) und Befeuchtungsturm 2b) abgesaugt und in die Atmosphäre auf der der Frischluftzuführung gegenüberliegenden Gebäudeseite gedrückt. Mit der Respirationspumpe wird auch die Luftmenge gemessen. Mit ihr lässt sich auch der Gasdurchsatz variieren und zwar bei den Apparaturen für Rinder zwischen 250 und 500 m³/Tag, bei denen für Schweine zwischen 70 und 140 m³/Tag und bei denen für Schafe zwischen 35 und 70 m³/Tag. Gleichsinnig mit der Respirationspumpe arbeiten die Gasprobepumpen 3a1) – 3a4). Zwei davon saugen Parallelproben der Versuchsluft, eine saugt eine Probe Frischluft ein und die 4. Pumpe dient zum Betrieb der Gasuhr für den Abtrieb der Rezipienten. Die Spirometer 3b) wandeln den diskontinuierlichen Probegasstrom in eine kontinuierliche Strömung um. In den Rezipienten werden je Respirationsversuch zwei Versuchsluftproben von 3–5 Liter für die Analyse kontinuierlich über die 24 Std. Versuchszeit gezogen. Die Gasmengenmessung durch die Respirationspumpe erfolgt bei einer Wasserdampfsättigung von 100 %, durch den Befeuchtungsturm hergestellt. Die Temperatur des Gasstromes wird durch Temperaturschreiber registriert. Durch Druckschreiber wird der atmosphärische Druck registriert, da die Respirationspumpen praktisch bei Atmosphärendruck arbeiten. Damit liegen die Daten für die Reduktion des Gasvolumens auf Normalbedingungen vor. Nach diesem Grundschema sind alle 10 Respirationsanlagen aufgebaut.

Abb. 2: Schema einer Respirationskammer für Rinder

Um dem Herdengefühl der Rinder gerecht zu werden, sind jeweils zwei Kammern so zusammengebaut, dass sich die Tiere durch zwei gasdichte Fenster gegenseitig sehen können. Das Volumen der Kammer beträgt 9,2 m³. An der Außenwand der Kammer sind 4 Fenster gasdicht eingepasst. Die Kammern sind aus 5 mm starkem, verzinktem Eisenblech gefertigt. Die Entnahme der Exkremente ist unterhalb der Kammer einfach möglich. Die Frischluftzufuhr erfolgt über die ganze Breite der Stirnseite mittels eines mit Bohrungen versehenen  Kanals. In die Rohrleitung 1a) ist ein Kükenventil eingesetzt, mit dem in der Kammer ein Unterdruck von ca. 10 mm Wassersäule eingestellt wird, der eine Sicherungsglocke 4a) ansaugt, die über der Futterschleuse 5a) in eine Rinne eintaucht, die mit Wasser gefüllt ist (Flüssigkeitsdichtung). Bei Unterbrechung des Luftdurchsatzes wird die Sicherungsglocke von einem Gegengewicht 4c) über eine Hebelführung 4b) angehoben und damit das Versuchstier mit Raumluft versorgt (in 40 Jahren intensiver Versuchsdurchführung erstickte kein Tier in einer Respirationskammer). Die Kammern enthalten eine Klimaanlage mit Lüfterrad 3a), das die Luft über dem Tier ansaugt und über  die Kühlung 3b) zur Entfeuchtung und danach über die Heizung 3c) führt. Mittels Relaisschaltung kann die Temperatur in der Kammer auf 3–35 ± 1 °C automatisch reguliert werden. Die Futterschleuse 5) ist mit der Sicherungsvorrichtung gekoppelt. Der Futtertrog 5a) kann von außen hydraulisch 5b) in Fütterungsstellung 5a1) und in Beschickungsstellung 5a2) gebracht werden. In Stellung 5a1) hat das Tier Zugang zum Futter, in Stellung 5a2) wird der Trog zur Abdichtung gegen eine Gummidichtung gepresst und kann mit Futter befüllt werden. In dieser Stellung ist die Sicherung außer Funktion, der Trog muss sich in Stellung 5a1) oder auf halbem Wege zwischen den beiden Stellungen befinden,  wenn die Sicherung in Aktion sein soll.
Die Vorkammer 2), die für die Kalibrierung der Respirationspumpenanlage genutzt werden konnte, wurde nicht benötigt, da die Kalibrierung der gesamten Anlage problemlos möglich war.
Der vorgebaute Melkstand 8) hat sich nicht bewährt. Zum Melken der Kühe wurde dem Melker mit dem Melkzeug von einer 2. Person unter, für eine Korrektur des Gasaustausches standardisierten Bedingungen der Zugang zur Kammer gewährt. Die Milch wurde über ein Ventil, das die 2. Person öffnete, mit einer Kannenmelkanlage in die außerhalb der Kammer stehende Milchkanne gesaugt. Heute betritt der Melker die Kammer mit Gasmaske über eine Schleuse (s. u.).
Die Kammertür hängt in 2 Scharnieren und wird mittels 6 exzentrisch wirkenden Hebeln (Vorreiber 10) gegen eine in einer U-Schiene liegende Gummidichtung gepresst.
Die Respirationskammern für Schweine, nutzbar auch für Kälber oder Ferkelgruppen, haben ein Volumen von 1,8 m³, die für Schafe von 1,0 m³. Im Aufbau entsprechen sie prinzipiell der Rinderkammer.

## Aufbau der Respirationsanlagen für Kleintiere

Abb. 3: Schema einer Respirationsapparatur für Kaninchen und andere Kleintiere nach dem Haldane-Prinzip

Im Oskar-Kellner-Institut wurden zahlreiche Respirationsversuche mit Kleintieren (Ratten als Modelltiere für Monogastriden, Kaninchen und Hühner) durchgeführt. Für diese Tierarten ist das Haldane-Prinzip für die Gaswechselmessung am besten geeignet, denn die Kohlendioxydproduktion der Tiere wird insgesamt mit wenig Aufwand erfasst, es werden also keine Probenahmesysteme  benötigt. Der Chemikalienaufwand hält sich bei diesem Prinzip in Grenzen, es ist jedoch nur für Kleintiere anwendbar, dort aber bis vor  etwa 20 Jahren das Verfahren der Wahl.
Die Wäge-Systeme I und II werden mit Spezialwaagen (für Kaninchen mit 50 bzw. 30 kg Tragkraft, 100 mg Empfindlichkeit) ausgewogen. Die hängenden Gummischlauchverbindungen zwischen den Systemen erlauben unbeeinflusste Wägung während des laufenden Versuchs. Der Respirationskasten ist vollständig gasdicht. Er hat ein Volumen von 80 Litern. Die Zuluft, durch die Vorabsorption wasser- und CO2-freie Außenluft, tritt über ein über die Breite des Kastens geführtes und mit Bohrungen versehenes Rohr an der oberen Stirnseite des Kastens ein. Die Abluft wird an der unteren Rückseite in entsprechender Weise abgesaugt. Fenster sind stirnseitig und an den Seitenwänden gasdicht eingesetzt. Futtergefäß, Harntrichter und darüberliegendes Kotsieb können durch Lösen einer Bügelverschraubung kurzfristig ausgewechselt werden. Das Futtergefäß ist für Futter und Trinkwasser unterteilt. Am Respirationskasten ist eine Sicherungseinrichtung angebracht, die aus einer Glocke besteht, die an einer Schraubenfeder hängt und in eine Rinne taucht, die mit Quecksilber als Dichtungsflüssigkeit gefüllt ist. Dies ist wegen der Widerstände im Absorptionssystem von etwa 15 mm Quecksilbersäule notwendig. Bei laufender Pumpe wird die Sicherungsglocke angesaugt, bei Ausfall der Pumpe gleicht sich der Druck über die Vorabsorptionsgefäße langsam aus und der verbleibende geringere Unterdruck wird durch die Feder überwunden und das Tier wird über die freigewordene Öffnung mit Raumluft versorgt. Der Gasdurchsatz wird durch eine Exzentervakuumpumpe bewirkt, dessen Durchsatzhöhe über ein zwischengeschaltetes Quetschventil (Abb. 3) zu regeln ist. Der Luftstrom passiert zunächst die Vorabsorption (s. o.) und tritt wasser- und CO2-frei in den Respirationskasten ein. Hier nimmt das Tier die benötigten Sauerstoffmengen auf und scheidet  CO2 und Wasserdampf aus. Dieser Wasserdampf wird einschließlich des mit dem Luftstrom aus Trinkwasser und Harn mitgeführten Wasserdampfes in der dem Respirationskasten nachgeschalteten Absorptionsbatterie mittels konz. Schwefelsäure quantitativ absorbiert. Diese bildet mit dem Respirationskasten das Wäge-System I. In der Flasche mit verdünnter Schwefelsäure werden die kleinen Ammoniakmengen aus dem Respirationskasten quantitativ absorbiert und können bestimmt werden. Nach Durchtritt durch das Wäge-System I wird der wasserfreie aber kohlendioxidhaltige Gasstrom durch das Wäge-System II gesaugt. In den zwei mit 20%iger  Kalilauge beschickten Absorptionsflaschen ist zur feinen Verteilung des Gasstroms und damit zur Erreichung einer quantitativen Absorption des CO2 je eine Gasfilterfritte eingebaut. In den beiden letzten Absorptionsflaschen mit konz. Schwefelsäure wird der mit dem Luftstrom aus der Kalilauge mitgerissene Wasserdampf absorbiert.
Die Gewichtszunahme des Wäge-Systems II ergibt die gesamte CO2-Produktion des Tieres. Da während des Respirationsversuchs Sauerstoff als einziger im Organismus reaktionsfähiger Stoff dem gesamten System zugeführt wird, bedeutet die Gewichtszunahme der Wäge-Systeme I und II der Sauerstoffverbrauch des Tieres.

## Gasanalysemethoden
Mit der Weiterentwicklung der Gasanalyse stellt sich die Frage nach Bedeutung und Brauchbarkeit der Systeme und Prinzipien der Respirationsapparate neu. Vor allem das Haldane-Prinzip kann nicht mehr als das Verfahren der Wahl für Kleintiere angesehen werden, wie im nächsten Abschnitt zu erkennen ist. Die Gasanalyse durch Bindung der Gase an Chemikalien erfolgte mit einem von Carpenter, Lee und Finnerty (2) veränderten Orsat-Gerät. Die Veränderung beruhte auf Ausbauchungen der Messbürette außerhalb der Messbereiche. Die Messbereiche in Respirationsgasen lagen für CO2 zwischen 100 und 98,4 % und für Sauerstoff zwischen 79,6 und 78,4 %. Damit erhöhte sich die Mess- bzw. Ablesegenauigkeit. CO2 wurde an Kalilauge gebunden und die Volumenverminderung abgelesen. Methan wurde durch Glühen des Gases an einem Platindraht oxidiert und als CO2 bestimmt. Sauerstoff wurde mit Pyrogallol reduziert. Wegen der Probleme mit Pyrogallol hat Schiemann auf RCh-O2-Reduktionsmittel umgestellt und Modifikationen an der Apparatur von Carpenter, Lee und Finnerty (2) vorgenommen. Eine Veränderung betraf eine Arbeitserleichterung, indem das Gas nicht per Hand, sondern mit Vakuum zwischen Absorptionspipette und Messbürette bewegt wurde. Eine weitere bezog sich auf die Feineinstellung der Menisken mittels Quetschhahn.
Obwohl der Zeitaufwand je Gasanalyse sich verringerte, war er insgesamt gesehen sehr hoch. Die Umstellung von der chemischen auf die physikalische Gasanalyse führt zur wesentlichen Reduzierung des Zeitaufwandes, der nur noch Minuten beträgt. Auch die Analysengenauigkeit erhöht sich. Im Oskar-Kellner-Institut konnte die Umstellung 1962 erfolgen. Durch die Kopplung von „URAS-Geräten“ (Ultrarot Absorptions-Schreiber) mit Skalengalvanometern wird die Ablesegenauigkeit erhöht. Das Messprinzip beruht bei den mehratomigen Molekülen CO2 und CH4 auf der verstärkten und konzentrationsabhängigen Absorption des Lichtes im infraroten Spektralbereich. Die O2-Konzentration kann auf Grund des spezifischen Paramagnetismus gemessen werden.

## Neue Einrichtungen für kontinuierliche Respirationsmessungen

Abb. 4: Schema der neuen Respirationsanlage des FBN

Am neuen Standort des Forschungsbereiches Ernährungsphysiologie „Oskar-Kellner“ des Leibniz-Institutes für Nutztierbiologie (FBN) in Dummerstorf bei Rostock wurden vier moderne Respirationsapparate aufgebaut. Dabei konnte auf die Erfahrungen und die Weiterentwicklung der Apparate am alten Standort, wie oben beschrieben, zurückgegriffen werden. Vor den Respirationskammern befindet sich eine Waage, auf der die Tiere vor Betreten und nach Verlassen der Kammer gewogen werden. In Abbildung 4 wird die Respirationsanlage schematisch aufgezeigt.
Die vier Kammern mit Abmessungen von 4 × 2 × 2 m sind paarweise aufgestellt, damit sich jeweils zwei Tiere durch die Trennwand aus Acryl-Glas sehen können. Die Kammertüren sind, wie oben beschrieben, dicht verschließbar. Die Futterkrippe hat Abmessungen von 1 m Breite, 1 m Höhe und 0,5 m Tiefe. Der Futterverzehr wird in jeder Kammer ständig über eine Waage und elektronische Registrierung erfasst. Die Wasseraufnahme wird mit einer Wasseruhr gemessen und elektronisch registriert. Die Stand- und Liegezeiten werden photoelektrisch registriert. Weitere körperliche Aktivitäten werden mit einem modifizierten Bewegungsdetektor auf Infrarotbasis erfasst. Das Verhalten der Tiere wird mit Infrarotreflektor und Kamera beobachtet, die mit Computern verbunden sind. Die Beobachtung ist auch durch die Mitarbeiter von der Wohnung aus möglich. Ein Alarmsystem informiert über den Ausfall der Frischluftzufuhr. An der Stirnseite jeder Kammer befindet sich eine Schleuse, deren Gaskonzentration mit der der Kammer korrespondiert und über die ein Zutritt zur Kammer (Melken der Kühe oder andere Betätigungen) ohne Beeinflussung der Versuchsluft möglich ist. Dabei trägt der Mitarbeiter während des Aufenthalts in der Kammer eine Gasmaske mit Verbindung nach außen. Blutentnahmen von Tieren mit Katheter können von außen, vorwiegend von der Schleuse aus erfolgen, ohne die Kammer betreten zu müssen.
Die Kammern sind klimatisierbar im Temperaturbereich von 0–35 °C und im Bereich für relative Luftfeuchtigkeit von 50–70 %. Die Luft wird mit einer Vakuumpumpe mit einer Kapazität von 40 m³/h durch die Kammer gesaugt. Mittels Bypass kann der Luftdurchsatz von 0–30 m³/h variiert werden. Diese Variationsmöglichkeit ist nicht nur für die unterschiedliche Fütterungsintensität der Rinder und der folgenden Variation im Gaswechsel von Bedeutung. Die Respirationsanlagen können auch für Versuche mit Kälbern, Schweinen und anderen Tierkategorien ähnlicher Größenordnung verwendet werden. Dazu wird ein der Tiergröße angepasster Stoffwechselkasten in die Respirationskammer gestellt und mit den entsprechenden Luftleitungen verbunden. Dadurch wird das Volumen dem Bedarf angepasst. Der Luftfluss wird mit einem Durchflussmesser auf Differenzdruckbasis quantitativ erfasst. Die Versuchsluftprobe für die Gasanalyse wird mit einer Membranpumpe (80 l/h) etwa 10 cm nach den Flussmessern gezogen. Die Probeluft passiert dann die Analysatoren zur Bestimmung der CO2- und CH4-Gehalte auf der Basis der Infrarotabsorption und des O2-Gehalts unter Nutzung dessen Paramagnetismus. Die Gasanalysegeräte sind doppelt vorhanden, damit kein Versuchsausfall durch ein defektes Gerät entsteht. Wenn eine Respirationskammer genutzt wird, erfolgt die Gasanalyse im Rhythmus von 10 s; werden alle 4 Kammern genutzt erfolgt die Messung der Gaskonzentration im Rhythmus von 6 min. In jeden Zyklus wird eine Außenluftprobe einbezogen, um jegliche Drift der Analysatoren zu erkennen.
Alle Messdaten (Gaskonzentrationen von CO2, CH4 und O2, die Luftflussrate, die Futter- und Wasseraufnahme, Lufttemperatur und relative Luftfeuchtigkeit in und nach der Kammer, Luftdruck, Stand- und Liegezeit sowie Positionswechsel und Tiergewicht) werden an ein Speichersystem (Simatic, Siemens) geschickt und mit einer zweckadaptierten Software (WinCC, Version 5,1, SP 2, Siemens) gesammelt. Für die automatische Kalkulation der Wärmeproduktion wurde eine Software entwickelt (H. Scholze, FBN Dummerstorf). Das Programm basiert auf Delphi (Delphi 2007, San Francisco). Die Berechnung der Wärmeproduktion (WP) erfolgt nach Brouwer:
WP (kJ) = 16,18 O2 (L) + 5,02 CO2 (L) − 2,17 CH4 (L) − 5,99 N (g).
Am neuen Standort des Forschungsbereiches befinden sich auch 6 Respirationsapparate für Mäuse, die nach dem oben beschriebenen System arbeiten. Mit diesem System ist der Gaswechsel mit den genannten Gasanalysegeräten mit geringem Zeitaufwand zu messen. Besonders hervorzuheben ist, dass die Messungen kontinuierlich erfolgen und damit bessere Einblicke in die Physiologie des Stoffwechsels ermöglichen. Durch eine Rhinomanometrie kann der Luftwiderstand der Nasenhöhle bestimmt werden.